# Fuerte Al Koot
El fuerte Al Koot, conocido habitualmente como el fuerte de Doha, es una fortaleza militar histórica situada en el centro de Doha, la capital de Catar. Fue construido en 1927 por el jeque Abdullah bin Jassim Al Thani, que gobernó Catar desde 1913 hasta 1949, después de que el jeque Mohammed bin Jassim Al Thani, hermano de Abdullah, abdicara a favor de él. El fuerte fue transformado posteriormente en un museo.
El fuerte alberga productos artesanales tradicionales cataríes, objetos cotidianos e imágenes de la vida diaria. Las exposiciones incluyen productos artesanales, ornamentos de yeso y madera, barcos y equipamiento de pesca, fotografías y dibujos históricos, incluidas pinturas al óleo de artesanos y escenas de la vida diaria.

## Historia
El fuerte Al Koot fue reconstruido en 1927 por el jeque Abdullah bin Jassim Al Thani, después de que fuera abandonado por los otomanos. Había sido construido originalmente en 1880 para que sirviera como una comisaría de policía y posteriormente fue usado como cárcel a partir de 1906, aunque algunas fuentes sostienen que fue construido por el jeque Abdullah para proteger el Souq Waqif de ladrones conocidos. También fue renovado en 1978. Durante todo ese tiempo, fue uno de los fuertes más importantes del país.

## Geografía
El fuerte Al Koot está situado en el barrio de Al Bidda, en medio del famoso Souq Waqif, cerca de la corniche de Doha, y actualmente es un importante monumento, museo y atracción turística, especialmente para los extranjeros.